# Alegeri în Irlanda
Republica Irlanda alege la nivel național un șef de stat - președinte - și un legislativ (Parlament bicameral). 
Președintele este ales pentru un mandat de șapte ani de către cetățenii irlandezi rezidenți în republică. Locuitorii din republică (cetățeni irlandezi sau britanici) pot participa la alegerile pentru parlamentul național. Rezidenții care sunt cetățeni ai oricărui stat membru al uniunii europene pot vota la alegerile pentru parlamentul european, în timp ce orice rezident, indiferent de cetățenie, poate participa la alegerile locale.
Parlamentul național (Oireachtas Éireann) are două camere:
- Dáil Éireann (camera reprezentanților sau camera inferioară) are 166 membri, aleși pentru o perioadă de până la cinci ani de un contingent pe bază de vot unic transferabil în sistem de reprezentare proporțională.
- Seanad Éireann (Senatul sau camera superioară) are 60 de membri, 11 membri numiți de către prim-ministru, 6 membri aleși de către absolvenții a două universități și 43 de membri aleși din cinci domenii vocaționale, la scurt timp după alegerile parlamentare.

Guvernările și alegerile au fost dominate de principalele două partide, Fianna Fáil și Fine Gael. Sistemul electoral prevede o formă de reprezentare proporțională, cu consecința că guvernul de coaliție a devenit normă în ultimele decenii. În prezent, există șapte partide în Oireachtas și un număr de reprezentanți independenți.

## Rezultatele alegerilor generale începând cu 1923
| Alegeri  | Data               | Președintele      | Partidul              | Partidul            | Zile  |
| -------- | ------------------ | ----------------- | --------------------- | ------------------- | ----- |
| 1923     | 27 august 1923     | W. T. Cosgrave    |                       | Cumann na nGaedhael | 1382  |
| Jun 1927 | 9 iunie 1927       | W. T. Cosgrave    | 98                    | Cumann na nGaedhael |       |
| Sep 1927 | 15 septembrie 1927 | W. T. Cosgrave    | 1615                  | Cumann na nGaedhael |       |
| 1932     | 16 februarie 1932  | Éamon de Valera   |                       | Fianna Fáil         | 343   |
| 1933     | 24 ianuarie 1933   | Éamon de Valera   | 1619                  | Fianna Fáil         |       |
| Alegeri  | Data               | Taoiseach         | Partidul              | Partidul            | Zile  |
| 1937     | 1 iulie 1937       | Éamon de Valera   |                       | Fianna Fáil         | 351   |
| 1938     | 17 iunie 1938      | Éamon de Valera   | 1832                  | Fianna Fáil         |       |
| 1943     | 23 iunie 1943      | Éamon de Valera   | 342                   | Fianna Fáil         |       |
| 1944     | 30 mai 1944        | Éamon de Valera   | 1345                  | Fianna Fáil         |       |
| 1948     | 4 februarie 1948   | John A. Costello  |                       | Fine Gael           | 1211  |
| 1948     | 4 februarie 1948   | John A. Costello  | Labour Party          |                     | 1211  |
| 1948     | 4 februarie 1948   | John A. Costello  | Clann na Poblachta    |                     | 1211  |
| 1948     | 4 februarie 1948   | John A. Costello  | Clann na Talmhan      |                     | 1211  |
| 1948     | 4 februarie 1948   | John A. Costello  | National Labour       |                     | 1211  |
| 1951     | 30 mai 1951        | Éamon de Valera   |                       | Fianna Fáil         | 1084  |
| 1954     | 18 mai 1954        | John A. Costello  |                       | Fine Gael           | 1022  |
| 1954     | 18 mai 1954        | John A. Costello  | Labour Party          |                     | 1022  |
| 1954     | 18 mai 1954        | John A. Costello  | Clann na Talmhan      |                     | 1022  |
| 1957     | 5 martie 1957      | Éamon de Valera   |                       | Fianna Fáil         | 1674  |
| 1961     | 4 octombrie 1961   | Seán Lemass       | 1281                  | Fianna Fáil         |       |
| 1965     | 7 aprilie 1965     | Seán Lemass       | 1533                  | Fianna Fáil         |       |
| 1969     | 18 iunie 1969      | Jack Lynch        | 1351                  | Fianna Fáil         |       |
| 1973     | 28 februarie 1973  | Liam Cosgrave     |                       | Fine Gael           | 1569  |
| 1973     | 28 februarie 1973  | Liam Cosgrave     | Labour Party          |                     | 1569  |
| 1977     | 16 iunie 1977      | Jack Lynch        |                       | Fianna Fáil         | 1456  |
| 1981     | 11 iunie 1981      | Garret FitzGerald |                       | Fine Gael           | 252   |
| 1981     | 11 iunie 1981      | Garret FitzGerald | Labour Party          |                     | 252   |
| Feb 1982 | 18 februarie 1982  | Charles Haughey   |                       | Fianna Fáil         | 279   |
| Nov 1982 | 24 noiembrie 1982  | Garret FitzGerald |                       | Fine Gael           | 1546  |
| Nov 1982 | 24 noiembrie 1982  | Garret FitzGerald | Labour Party          |                     | 1546  |
| 1987     | 17 februarie 1987  | Charles Haughey   |                       | Fianna Fáil         | 849   |
| 1989     | 15 iunie 1989      | Charles Haughey   |                       | Fianna Fáil         | 1259  |
| 1989     | 15 iunie 1989      | Charles Haughey   | Progressive Democrats |                     | 1259  |
| 1992     | 25 noiembrie 1992  | Albert Reynolds   |                       | Fianna Fáil         | 1654  |
| 1992     | 25 noiembrie 1992  | Albert Reynolds   | Labour Party          |                     | 1654  |
| 1992     | 15 decembrie 1994  | John Bruton       |                       | Fine Gael           | 1654  |
| 1992     | 15 decembrie 1994  | John Bruton       | Labour Party          |                     | 1654  |
| 1992     | 15 decembrie 1994  | John Bruton       | Democratic Left       |                     | 1654  |
| 1997     | 6 iunie 1997       | Bertie Ahern      |                       | Fianna Fáil         | 1806  |
| 1997     | 6 iunie 1997       | Bertie Ahern      | Progressive Democrats |                     | 1806  |
| 2002     | 17 mai 2002        | Bertie Ahern      |                       | Fianna Fáil         | 1833  |
| 2002     | 17 mai 2002        | Bertie Ahern      | Progressive Democrats |                     | 1833  |
| 2007     | 24 mai 2007        | Bertie Ahern      |                       | Fianna Fáil         | 6495+ |
| 2007     | 24 mai 2007        | Bertie Ahern      | Green Party           |                     | 6495+ |
| 2007     | 24 mai 2007        | Bertie Ahern      | Progressive Democrats |                     | 6495+ |
| 2007     | 7 mai 2008         | Brian Cowen       |                       | Fianna Fáil         | 6495+ |
| 2007     | 7 mai 2008         | Brian Cowen       | Green Party           |                     | 6495+ |

## Alegerile prezidențiale
Președintele Irlandei este formal, ales de către cetățenii din Irlanda o dată la fiecare șapte ani, cu excepția cazului de post vacant prematur, atunci când alegerile trebuie să aibă loc în termen de șaizeci de zile. Președintele este ales direct prin vot secret, în cadrul sistemului de vot alternativ. Deși, atât cetățenii irlandezi cât și cei ai Marii Britanii, rezidenți ai statului pot vota în alegerile pentru Dáil Éireann (camera inferioară a parlamentului), numai cetățenii irlandezi peste optsprezece ani pot vota în cadrul alegerilor prezidențiale. Președinția este deschisă tuturor cetățenilor statului, care au peste 35 de ani. Un candidat trebuie să fi totuși numit de către una dintre următoarele:
- Douăzeci de membri ai Oireachtas (parlamentul național);
- Patru autorități locale;
- Ele însele (în cazul unui preot sau fost președinte care a servit un singur mandat)

În cazul în care este nominalizat un singur candidat, el sau ea se consideră ales fără a fi nevoie de vot. Din acest motiv, în cazul în care există un consens între partidele politice, președintele poate fi „ales", fără a se recurge la un vot real. Nimeni nu poate servi în calitate de președinte pentru mai mult de două mandate.